# シルクロードレボリューション
シルクロードレボリューション(SiLKROAD Revolution、朝鮮語: 실크로드 온라인)は、大韓民国のJoymax社が開発したMMORPGである。
日本では、2005年12月より株式会社ゲームオン運営によりとしてサービスが開始され、2011年9月にゲームオンよりWeMade Onlineへ運営が移管された（後述）。これまで2度の改名を行っており、現在のタイトルは2012年11月28日より使用されている（後述）。

## 概要
7世紀～9世紀頃の交易路シルクロードを題材にしており、唐の首都長安からローマ帝国の首都であったコンスタンティノープルまでの広大なるエリアを交易を交えながらプレイする。また西遊記や千夜一夜物語（アラビアンナイト）の要素も織り交ぜており、天竺（インド）やアラブ地域も含まれる予定である。
中国版とヨーロッパ版が公開されており、この2つは1つのクライアントにまとめられているがシステム上異なる部分が多い。2005年12月の公開当初は『シルクロードオンライン』(SiLKROAD ONLINE)として「中国版」のみが公開され、その後2007年7月に「ヨーロッパ版」が公開され現在に至る。ゲームオンでは当初中国版をシルクロードオンライン（SiLKROAD ONLINE）、ヨーロッパ版をファンタジーオデッセイ（Fantasy Odyssey）として公式サイトを分けていたが、その後1本化され『ファンタジーオデッセイ・シルクロードオンライン』(Fantasy Odyssey/SiLKROAD ONLINE)となった。WeMade Onlineへ移管後も引き続き名前が継続されたが、2012年8月に同社のポータルサイド「GAME.com」において内容は同じであるが『シルクロードレボリューション』というタイトルで運営が始まり、クライアントおよびサーバーが別々で運営されていた。そして2012年11月28日にクライアント統合を含めたアップデートが実施され、後者の名前に統一された。なお、日本以外でのタイトルは『シルクロードオンライン』のままとなっている。
キャラクターやシステムは公開されていないがアラビア版のマップが公開されており、中国版とヨーロッパ版のキャラクターがある程度育った場合、狩り場はアラビア版のマップを共有することになる。

### 世界観
中国側が唐、ヨーロッパ側が東ローマ帝国であるため8世紀から9世紀頃と思われる。しかしこの時代にはなかった眼鏡をかけたキャラクターが登場したり（眼鏡が発明されたのは13世紀末頃と言われている）、カラコラムが存在したり（カラコラムはモンゴル帝国の首都であり、宮殿などが建設されたのは13世紀頃になってからである）と時代設定にばらつきがある。

### グラフィック
フル3DCGである上、降雨や降雪などの気象の変化や時間帯によって昼と夜が切り替わるだけでなく太陽や月の位置が変化するなどリアルに描画されている。そのため、他のMMORPGと比較するとかなり高いスペックが要求される。グラフィックは設定により4段階（高／中／低／大規模戦闘）が用意されており、さらに遠景や影の描画など細かく設定することができるが、一番低い設定にしても廉価版のPCでは処理落ちが激しくなったり、アプリケーションが強制終了したりすることがある。

### 課金システム
正式サービス開始時よりアイテム課金制度のみを導入している。有料アイテムさえ購入しなければ無料で遊ぶことができる。運営は「基本料金永久無料」を謳っていることから今後も月額制を導入する予定はないと思われる。1ヶ月に課金できる金額に制限があるものの、家族名義などで複数アカウントを作成・所持していればいくらでも課金できてしまうのでこの制限は有名無実化している。
ゲーム画面右下にあるアイテムモールアイコンをクリック、またはF10を押下することで、課金アイテムを購入することができる。 アイテムモールを利用するには公式サイトからクレジットカードやネットキャッシュを用いてあらかじめGEM（課金用通貨マネー）をチャージし購入する。

## 運営移管
2011年5月、ゲームオンは7月31日を以てライセンス契約を終了し、「WeMade Online」へライセンスを移管することを発表した。キャラクターデータの移行やGEMの移行は手続きすることなく引き継がれるとアナウンスされたが、その後移管日程が9月頃に延期され、さらに既存プレイヤーに対してはゲームチューへの移管手続きを行わないとWeMade Onlineへの移管後プレーできないことが告知されている。8月31日にゲームオンによる運営が終了し、9月2日よりWeMade Onlineによる運営が開始された。但しゲームオンもゲームチューコンテンツとして引き続き運営に関与している。

## ゲームシステム

### 基本システム
キャラクター
中国とヨーロッパで種族が分かれており、さらに男女各13種類、合計52種類のキャラクターが用意されている。それぞれキャラクターの設定が用意されているが、ゲーム進行上何ら意味がないため気にしなくてもよい。なお、同一種族であれば課金アイテムである「転生護符」を購入・使用すれば性転換を含めてキャラクターの外観の変更をすることができる。
プレイスタイル
ソロプレイとパーティープレイの両方が楽しめる仕組みになっている。基本的に回復が早く汎用力のきく中国キャラクターがソロプレイ向き、専門性の強いヨーロッパキャラクターがパーティープレイ向きであるが、パーティーを組む中国キャラクターがいたり、ソロプレイで狩りを行うヨーロッパキャラクターもいるため固定化はされていない。また、クエストをこなすために中国キャラクターとヨーロッパキャラクターの混合でパーティーを組むケースもある。
クエスト
各街およびフィールド上にいるNPCキャラクターに話しかけることにより受けることが可能である。
種類としては、決められた数のモンスターを倒すものや、モンスターを倒すと落とす特殊アイテムを集めるものが殆どである。
報酬として経験値アップやスキルポイント獲得、レアアイテムの獲得などがある。
プレイヤーキラー（PK）
可能だが、通常時にPKを行なうとペナルティが発生する。
一方でPvPを推奨するシステムを導入しており、フリーバトルシステム（旧マント=NPC商店で販売しているマントを着用）や、下記のバトルシステムなどに参加するとペナルティを受けることなく（後者のバトルシステムに参加している場合、経験値やアイテム等が獲得できる場合がある）PKをすることができる。

### ステータスおよびスキル
ステータス
ステータスは力型と知型の2種類のみである。力型は物理攻撃力、物理防御力およびHPに関係し、知型は魔法攻撃力、魔法防御力およびMPに関係する。
レベルが上がるごとに5ポイントずつステータスポイント入手できるが、このうち1ポイントずつが力及び知力へ自動的に割り振られるため、プレイヤーが任意に振り分けができるのは1レベルにつき3ポイントのみである。
なお、ステータスはLV50までなら課金アイテムであるステータス回収薬の使用で再割り振りが可能だが、一度でもLV51以上になれば一度振られると二度と振り直しが効かないため、振り分けには細心の注意が必要である。
中国キャラクターとヨーロッパキャラクターで仕様は変わらない。
スキルマスタリー
レベルアップの他にスキルアップがあり、スキルポイントを貯めることによってスキルを上げることができる。スキルはレベルに関係なく振り直しが可能である（課金アイテム及びクエストアイテムに回収ツールがある）。
スキルアップの仕様は力振り・知振りに関係なく習得できるが、それぞれにマスタリーレベルがあり、上級レベルを覚えるのにはまずマスタリーレベルを上げる必要がある。各マスタリーレベルの上限はベースレベルである。また、ステータスとは違い、中国キャラクターとヨーロッパキャラクターで仕様が異なる。
中国キャラクター
職業（役割）による分類はないが装備や振り分けによりマスタリースキルが決定する。大別して武功系、気功系の2種類があり、武功系は剣術・槍術・弓術、気功系は氷系・雷術・火術・内功術のスキルが習得可能である。
マスタリーレベルの総合計は330までとなっており、330に到達するとそれ以上マスタリーレベルを上げることはできない。
ヨーロッパキャラクター
職業（役割）・装備によりスキルが決定する。大分してアタッカー系、キャスター系、サポーター系の3種類が存在し、アタッカー（物理攻撃系）はウォーリアーとチェイサー、キャスター（魔法攻撃系）はウィザードとウォーロック、サポーター（回復・攻撃補助系）はバードとクレリックとなっている。
ヨーロッパはベースレベルを2倍した数値がマスタリーの制限となっており、2つのスキルがMAXまで習得可能となる（例：ベースレベル10の場合、マスタリーレベルの総合計は20）。

### ギルド
各都市にいるギルド管理人に申請することによってギルドを結成することができる。ギルドを設立するためにはギルドNPCに話しかけ、ゲーム内通貨を支払うことで開設される。ギルドに加入しているとギルドチャットやギルド倉庫の利用等の特典を受けることができる。またギルド同士で同盟を組むことができたり、ギルド同士での戦争を行うことができる。
ギルドの同盟申請・解除、ギルド戦争の申請はギルドマスターのみ実行可能で、一度ギルドを脱退すると3日間は他のギルドへ移ることができない。2009年8月のアップデート以前は例外としてゲームに接続されていない状態で除名された場合このペナルティが適用されなかったが、これはバグであった為に修正され、現在は適用される。

### 錬金システム
錬金システムを使って武器・防具・盾・装飾品の装備品をパワーアップすることができる。大まかに通常強化と属性強化の2種類がある。
通常強化（エリクシールを使った強化）
武器をパワーアップするには武器エリクシール、防具をパワーアップするには防具エリクシール等と、各々専用のエリクシールが必要となる。エリクシールはモンスターからのドロップやイベント等で入手できる。
錬金ウインドウにパワーアップしたい装備品とエリクシールをセットし、実行ボタンを押す。成功すると白く光り装備品が強化されるが、失敗すると黒く光りゼロにリセットされる。
またある程度パワーアップされている装備品の錬金を失敗すると耐久力が下がったり、場合によっては装備品が消滅してしまう。
NPC商店で売られている幸運のパウダーや幸運の錬金石を使用すれば成功率が上昇する。
高級エリクシールを使用すると必ず成功し、失敗してもその強化分は維持されるが、1つの装備につき一度しか使用できない。
属性強化（錬金石を使った強化）
まずモンスターの欠片や武器・防具品を分解して元素を集め、また錬金の石板から錬金石や属性石を生成しなければならない。錬金の石板には属性付与の緑板、属性値変化の赤板、特殊な効果を持つ青板があり、石板に元素をはめ込み、生成する。その錬金石等を対象となる武器や防具と一緒に錬金システムにはめ込み、強化していく。
失敗しても装備品が消滅してしまうことはない一方で成功しても能力が下がる場合がある。またある程度の確率で同化が起こり、無関係な属性の数値も変化する場合がある。
青板は現在のところ移動速度を速めることのできるポーションを生成することができ、ドロップされるレベルは3次、5次、8次のみである。

### その他
ペット
攻撃用、拾得用、移動用、運搬用のペットが売られている。このうち移動用と運搬用はNPC商店で売られているものと課金アイテムがあり、攻撃用と拾得用は課金アイテムとなっている。
チャット
チャットシステムは7種類ある。ギルドやパーティー、学院システム等に所属していないと会話できないものや課金アイテムを使用してできるチャットなどがある。
学院システム
高レベル帯のキャラクターが教授となって開設し、低レベル帯のプレイヤーを研修生として加入させて色々とアドバイスするシステム。研修生が卒業した場合研修生は経験値が得られるほか、教授には属性強化や印章武器が得られるポイントが付与される。また教授をサポートする助教授がある。
ポンdeキャッチ
各街にポンdeキャッチというアトラクションがあり、課金アイテムであるアトラクションチケットを使用することにより様々なレアアイテムを得ることができる。景品は印章装備品から課金アイテムまで様々であり、基本的に外れ（無獲得）はない。
ネットカフェ
提携しているネットカフェでプレイする場合、経験値およびスキルのボーナスポイントがもらえたり、専用の移動手段で移動することができる。

## バトルシステム
ファンタジーオデッセイ・シルクロードオンラインではプレイヤー同士の職業戦および対抗戦が行なわれている。

### 二項システム
シルクロードオンラインでは盗賊、ハンターの2種類の職業（交易）がある。各職業はレベル20から就くことができる。職業の基本的な特徴としては以下のとおり。
盗賊
盗賊は運送動物から交易品を奪い、密輸入NPCへ運び投資をする。またハンターを倒すことでランク上昇ができるので、交易時以外でもハンター狩りを行う盗賊もいる。
ハンター
ハンターは盗賊の手から運送動物の積荷を守り、積荷を交易所から交易所へ運ばせることによって報酬を得る。
また盗賊を倒すことでランク上昇ができるので、交易時以外でも盗賊狩りを行うハンターもいる。
職業における注意
いずれの職業もそれぞれの組合に加入する必要がある。
また仮名をつけないと職装備を身につけることができない。職装備は街中でのみ着脱可能、パーティーを組んでいるときは着脱不可である。尚、組合を脱退するまで職業仮名の変更は不可能。
なお、脱退する場合はペナルティーとして10,000,000Goldを支払うまでは転職または元の職業の組合に再就職することができない

### 要塞戦
各地域に設置された要塞の所有権を争うギルド対抗戦。それぞれの街や砦のに要塞が設置され、ギルド単位でのPvPができる。要塞戦を行うには要塞事務官への申請する必要であり、一定のギルドレベルおよびメンバー数でないと参加できない。
要塞戦に勝利し、要塞を占領した場合はその街の交易品や売買NPCおよび次元門ワープに課税することができる。

### バトルアリーナ
毎日開催されるチーム対抗戦。試合開始前に告知が出るので各街にいるアイテム交換NPCに話しかけ参加登録する。
競技ルール
開始時刻になるとバトルアリーナ専用のフィールドへ転移され、龍軍（青）と虎軍（赤）とに分かれ、専用の衣装をまとう。
試合時間は20分。試合終了後、バトルに勝利すると1分間その場に留まり、その後勝利チーム専用の景品がもらえる。
フラッグ戦：1本以上の旗を取り合い、試合終了時に自陣に多く旗が刺さっていれば勝利となる。どちらの陣の旗も同数刺さっていれば引き分けとなり、多くのキャラクターを倒したチームの勝利となる。
ポイント戦：モンスターや敵チームを倒して得たポイントで競う。
チーム編成
ランダム：レベル毎に自動でPTを割り振り編成される。
PT対抗：予めPTを編成しておく。
ギルド対抗：ギルド毎のPTを編成。

### バトルフラッグ
不定期で開催されるチーム対抗戦だったが、現在は前述のバトルアリーナに吸収された。
競技ルールはバトルアリーナのフラッグ戦に準ずる。
現在のランダム戦同様に、相手チームとのバランスが取れるよう、それぞれのレベル帯に振り分けられる。
試合終了時に自陣に旗が刺さっていれば勝利となるのはフラッグ戦と同じだが、どちらの陣にも旗が刺さっていなければ引き分けとなる。

## 装備
大まかに武器、防具、装飾品の3種類がある。
中国キャラクターがヨーロッパ用装備品を、ヨーロッパキャラクターが中国用装備品を着用することはできない。また、武器はステータスやスキルに反映されるので注意が必要である。
いずれの装備品にも印章（ユニーク）品があり、武器に関しては専用のエフェクトが用意されている。
武器
中国用として5種類、ヨーロッパ用として9種類ある。
防具
中国・ヨーロッパ用としてそれぞれ3種類6箇所あり、このうち1種類の着用が可能である
装飾品
首・耳・指があり、首・耳には1つずつ、指には2つの装飾品が着用可能である。
アバター
通常防具以外に装飾用としてアバターが提供されている。中国・EUキャラクターの区別に関係なく着用が可能である。
2007年12月20日以前に課金アイテムとして売られていた帽子やイベント用の非売品として提供されていたサンタグッズなどただの飾りとして提供されていた旧アバター、アップデート後に課金アイテムとして提供されるようになった衣装・帽子・付属物で、魔法属性やオプションの付与が可能になった新アバターがある。旧アバターは現在売られてはいないが着用自体は可能である。但しイベント用の非売品に関しては中国キャラクターのみの着用制限がある。

## エリアマップ
大きく分けて中国エリア、ヨーロッパエリア、アラビアエリア、ダンジョンエリアが存在する。

### 中国エリア
長安
長安は中国キャラクターのスタート地点であり、ここから西へと旅をすることになる。ここを基点として、東側は秦始皇陵で行き止まりとなっている。西側は虎が大量に生息する虎穴山があり、またその南には盗賊団のアジトである飛賊團の砦がある。虎穴山の北西にある2箇所の黄河渡口から船を使い、敦煌へ行くことができる。
敦煌
黄河を渡ると緑の生い茂っていた長安から一変し、草木の殆ど生えない荒地が広がる。中継点である敦煌の街へはかつて強大な力を誇っていたが、現在は妖怪やゾンビとなってしまった匈奴の郷土を越えなければならない。また敦煌の南側は峡谷となっており、妖術や爆弾を使う土鬼という妖怪をかわしながら狭い道を通過する必要がある。
オアシス王国東部
敦煌を西へ抜けるとゴビ砂漠が広がる。そこから北西へ進むと敦煌石窟、南へ進むとタリム盆地がある。タリム盆地には光の当たらない死の渓谷と､盗賊団のアジトである黒漠團の巣窟との2つの道がある。死の渓谷は和田（ホタン）へ向かうための近道になるが、強力なモンスターが大量に発生する。一方黒漠團の巣窟は遠回りだがモンスターの発生は死の渓谷ほどではない。タリム盆地を西へ越えるとタリム渡口があり、そこからオアシス王国へ行くことができる。

### ヨーロッパエリア
東ヨーロッパ
コンスタンティノープルはヨーロッパキャラクターのスタート地点であり、ここから東へと旅をすることになる。ここを基点として東側はマルマラ海、西側には深い森、南側には神殿や金色に光るリンゴの木がある。リンゴの木の南側に東ヨーロッパの船着場があり、そこからアナトリア半島、つまり小アジアへ行くことができる。
小アジア
船着場付近はトロイの木馬の残骸が残る砂浜となっており、カニに似たモンスターや海賊が徘徊している。砂浜を越えると東にはアララト山がそびえ立ち、カパドキアや小アジアに封印された堕落天使セニヘルの手下となったイビルオーダーたちの要塞がある。それらを越えるとアナトリア高原が広がる。その北には円形劇場があり、その周辺はケンタウロスに似たモンスターが多く徘徊している。南東にはロック山へ向かうための渡航船乗り場が、北東には中央アジアへ向かうための吊り橋がある。
中央アジア
吊り橋を北東へ進むとサマルカンドの街がある。街の周囲はこの世界一速いであろう魔鳥が群れを成し、その南には蜂の生息地がある。また東にはパミール高原が広がり、フン族の領地や猩猩、ゴーレムの徘徊する土地となっている。南東にはロック山へ向かうための渡航船乗り場が、東にはタクラマカンへ向かうためのトンネルがある。

### アラビアエリア
以下の地域は、NPC盗賊およびNPCハンターが中国版のキャラをベースにしているため中国エリアと思われがちであるが、正確にはアラビアエリアに属する。但し、アラビア版シリーズはまだ発表されていない。
オアシス王国
敦煌・オアシス王国東部から更に一変、再び緑の生い茂る草原地帯となり、その中心に湖で囲まれた和田（ホタン）が存在する。そこから西へ進むと水没した上に氷で閉ざされたカラコラム遺跡があり、氷を使ったモンスターが多く存在する。更に西へ進むとロック山へ向かうための渡航船乗り場がある。
タクラマカン
オアシス王国の北側にある広大な砂漠地帯、タクラマカン砂漠の北側は天山山脈がそびえ立つ。かつてはホタン以上の王国（おそらく楼蘭だと思われる）であった形跡が随所に見受けられ、西側にはニヤ遺跡やコロシアムが存在する。更に西側にトンネルがあり、そこから中央アジアへと繋がる。
ロック山
正確にはロック山という地形は存在しないが、位置からしてヒンドゥークシュ山脈の一帯と思われる。中心に大きな山があり、その周辺に4つの峰がある。また山の周辺にはいくつかの村が存在する。

### エジプトエリア
レベル90以上のキャラクターのみ入場できるエリア。
都市アレクサンドリアのほか、レベル100以上のパーティーのみ入場できるダンジョンファラオの墓とレベル105以上の職業（交易）装備着用者のみ入場できるダンジョン「神殿」が存在する。

### ダンジョンエリア
敦煌石窟
オアシス王国東部の北側にある寺院を模した洞窟。実在する敦煌石窟をもとにしており、地上4階建・各階4つの部屋に分かれており、さらに南北2つのルートに分かれている。
なお、レベル50未満のキャラクターと馬などの乗り物はここへは入ることができない。
秦始皇陵
長安北東部にある陵墓。実在する秦始皇帝陵をもとにしており、地下6階建となっている。多くの部屋があり、迷路のようになっているため事前にルートを確認する必要がある。
なお、レベル70未満のキャラクターと馬などの乗り物はここへは入ることができない。

#### 忘れられた世界
2010年9月に追加された、レベル毎に入場制限された限られた世界。
入場には、稀に発生する次元の柱を破壊し、モンスターを倒し鍵を手に入れなければならない。鍵は24時間経つと無効となる。
世界は下記の3つがあり、それぞれの世界で稀にドロップするタリスマンを全て集めると、褒章がもらえる。
土鬼村
レベル35-70のみ入場可。PT人数は2～4名である。
火焔山
レベル71-90のみ入場可。PT人数は2～8名である。
難破船
レベル91-のみ入場可。PT人数は2～8名である。

## シャード （サーバー）一覧

### 日本版（ゲームオン、及びウェブメイドサーバー）
2013年3月6日以降
| シャード名 | 日本語             | 公開開始日   | 由来                                 | 統合先 | 統合前のタイトル             |
| ---------- | ------------------ | ------------ | ------------------------------------ | ------ | ---------------------------- |
| 長安       | 長安（チョウアン） | 2013年3月6日 | 中国東側に位置する古都。長安を参照。 | -      | シルクロードレボリューション |

2011年7月28日以降
| シャード名 | 日本語         | 公開開始日    | 由来                                                         | 統合先 | 統合前のタイトル             |
| ---------- | -------------- | ------------- | ------------------------------------------------------------ | ------ | ---------------------------- |
| ASUKA      | 飛鳥（アスカ） | 2011年7月28日 | シルクロードの東端と言われている地域。飛鳥を参照。           | 長安   | シルクロードオンライン       |
| ROME       | ローマ         | 2011年7月28日 | シルクロードの西端と言われている地域。ローマを参照。         | 長安   | シルクロードオンライン       |
| PAMIR      | パミール       | 2011年9月2日  | 中央アジアにある平均標高5000mの高原。パミール高原を参照。    | 長安   | シルクロードオンライン       |
| HOTAN      | ホータン       | 2012年8月1日  | 新疆ウイグル自治区にかつて存在した王国。ホータン王国を参照。 | 長安   | シルクロードレボリューション |

2011年7月28日以前
| シャード名 | 日本語           | 公開開始日     | 由来                                                         | 統合先 |
| ---------- | ---------------- | -------------- | ------------------------------------------------------------ | ------ |
| KOUGA      | 黄河（コウガ）   | 2005年10月6日  | 中国北部を流れる大河。黄河を参照。                           | ASUKA  |
| OASIS      | オアシス         | 2005年11月1日  | 砂漠の中にある樹木が生えている場所。オアシスを参照。         | ROME   |
| INDUS      | インダス         | 2005年11月12日 | インド・パキスタンにかつて存在した文明。インダス文明を参照。 | ASUKA  |
| ROURAN     | 楼蘭（ロウラン） | 2005年11月25日 | 新疆ウイグル自治区にかつて存在した都市。楼蘭を参照。         | ASUKA  |
| KONRON     | 崑崙（コンロン） | 2006年2月21日  | 中国西部にある山脈。崑崙山脈を参照。                         | ROME   |
| ILIOS      | イリオス         | 2007年7月26日  | トルコにある遺跡。イリオスを参照。                           | ROME   |

### 国際版（Joymaxサーバー）
2017年3月21日以降
プレイヤーの数がさらに減少したため、以下のように新しいシャード名で再統合された。
| 新しいシャード名 | 以前のシャード    |
| ---------------- | ----------------- |
| ベローナ         | Artemis, Dionysus |
| ケレース         | Athena, Chronos   |
| フェーローニア   | Hades, Selene     |
| フローラ         | Nemesis, Hermes   |
| ミネルウァ       | Oceanus, Themis   |

時期不明
プレイヤーの数がさらに減少したため、以下のように新しいシャード名で再統合された。
| 新しいシャード名     | 以前のシャード    | 新しいシャード名             | 以前のシャード        |
| -------------------- | ----------------- | ---------------------------- | --------------------- |
| Athena（アテーナー） | Lyra, Aquarius    | Artemis（アルテミス）        | Aries, Reticulum      |
| Chronos（クロノス）  | Bootes, Serpens   | Dionysus（ディオニューソス） | Pavo, Centaurus       |
| Hades（ハーデース）  | Cetus, Norma      | Hermes（ヘルメース）         | Corvus, Mensa, Taurus |
| Nemesis（ネメシス）  | Delphinus, Hydrus | Oceanus（オーケアノス）      | Eridanus, Lepus       |
| Selene（セレーネー） | Fornax, Gemini    | Themis（テミス）             | Orion, Vela           |

2012年以降
プレイヤーの数が減少したため、サーバーの統合が実施された。
| 新しいシャード名       | 以前のシャード          | 新しいシャード名            | 以前のシャード             |
| ---------------------- | ----------------------- | --------------------------- | -------------------------- |
| Aquarius（みずがめ座） | Venus, Saturn           | Aries（おひつじ座）         | Odin, Hercules             |
| Bootes（うしかい座）   | Poseidon, Zeus          | Centaurus（ケンタウルス座） | Persia, Alexander          |
| Cetus（くじら座）      | Pacific, Eldorado       | Corvus（からす座）          | Red Sea, Tibet             |
| Delphinus（いるか座）  | Oasis, Athens           | Eridanus（エリダヌス座）    | Sparta, Rome               |
| Fornax（ろ座）         | Olympus, Alps           | Gemini（ふたご座）          | Greece, Venice             |
| Hydrus（みずへび座）   | Troy, Aege              | Lepus（うさぎ座）           | Caspian, Xian, Babel       |
| Lyra（こと座）         | Gaia, Tigris, Malazgirt | Mensa（テーブルさん座）     | Petra, Pluto, Uranus       |
| Norma（じょうぎ座）    | Mars, Mercury           | Orion（オリオン座）         | Eos, Helios, Titan         |
| Pavo（くじゃく座）     | Hera, Neptune           | Reticulum（レチクル座）     | Iris, Phoenix              |
| Serpens（へび座）      | Apollo, Ares            | Taurus（おうし座）          | Genesis, Argos, Aral, Mena |
| Vela（ほ座）           | Azteca, Maya            |                             |                            |

2005年10月1日以降
| シャード名                 | 公開開始日     | スロット | シャード名                  | 公開開始日     | スロット | シャード名                | 公開開始日     | スロット |
| -------------------------- | -------------- | -------- | --------------------------- | -------------- | -------- | ------------------------- | -------------- | -------- |
| Xian（西安）               | 2005年10月1日  | 3.500    | Pacific（太平洋）           | 2007年2月20日  | 3.500    | Gaia（ガイア）            | 2008年9月2日   | 3.500    |
| Aege（エーゲ海）           | 2005年11月14日 | 3.500    | Alexander（アレクサンダー） | 2007年2月26日  | 3.500    | Eos（エーオース）         | 2006年10月7日  | 3.500    |
| Troy（イリオス）           | 2005年12月3日  | 3.500    | Persia（ペルシア帝国）      | 2007年4月4日   | 3.500    | Phoenix（フェニックス）   | 2008年11月25日 | 3.500    |
| Babel（バビロン）          | 2006年1月26日  | 3.500    | Zeus（ゼウス）              | 2007年4月5日   | 3.500    | Ares（アレース）          | 2008年12月2日  | 3.500    |
| Athens（アテネ）           | 21/02/2006     | 3.500    | Poseidon（ポセイドーン）    | 2007年5月28日  | 3.500    | Iris（イーリス）          | 2008年12月16日 | 3.500    |
| Oasis（オアシス）          | 2006年3月6日   | 3.500    | Hercules（ヘーラクレース）  | 2007年6月29日  | 3.500    | Titan（ティーターン）     | 2009年1月20日  | 3.500    |
| Venice（ヴェネツィア）     | 2006年3月30日  | 3.500    | Odin（オーディン）          | 2007年7月5日   | 3.500    | Apollo（アポローン）      | 2009年3月17日  | 3.500    |
| Greece（ギリシャ）         | 2006年5月26日  | 3.500    | Mercury（メルクリウス）     | 2007年8月20日  | 3.500    | Helios（ヘーリオス）      | 2009年8月25日  | 3.500    |
| Alps（アルプス）           | 2006年7月4日   | 3.500    | Mars（マールス）            | 2007年9月6日   | 3.500    | Petra（ペトラ）           | 2010年5月27日  | 3.500    |
| Tibet（チベット）          | 2006年8月26日  | 3.500    | Saturn（サートゥルヌス）    | 2007年11月4日  | 3.500    | Tigris（チグリス）        | 2010年8月17日  | 3.500    |
| Red Sea（紅海）            | 2006年9月26日  | 3.500    | Venus（ウェヌス）           | 2007年11月20日 | 3.500    | Aral（アラル）            | 2010年8月24日  | 3.500    |
| Rome（ローマ）             | 2006年10月12日 | 3.500    | Uranus（ウーラノス）        | 2007年12月4日  | 3.500    | Azteca（アステカ）        | 2010年11月30日 | 3.500    |
| Sparta（スパルタ）         | 2006年11月2日  | 3.500    | Pluto（プルートー）         | 2007年12月11日 | 3.500    | Mena（ミーナ）            | 2010年12月28日 | 3.500    |
| Eldorado（エル・ドラード） | 2006年11月29日 | 3.500    | Neptune（ネプトゥーヌス）   | 2007年12月18日 | 3.500    | Argos（アルゴス）         |                | 3.500    |
| Olympus（オリンポス）      | 2006年12月7日  | 3.500    | Hera（ヘーラー）            | 2008年2月26日  | 3.500    | Malazgirt（マラズガート） | 2009年11月17日 | 3.500    |

## 各国のサービス
日本以外でにおいては韓国、台湾、中国、ベトナムで公開されているほか、世界共通の国際版が公開されている。
各国によってアップデート状況にばらつきがある。なお、日本以外の各国は原則シルクロードオンラインのみとなっており、ファンタジーオデッセイの名前は付かない。
またこれらの国や地域の代表が年に1度ソウルに集結し、オンラインゲームの世界対抗戦であるGNGWC（Game & Game World Championship）でバトルを繰り広げられることがある。優勝者には賞金が出るほか、参加者にもそれぞれ普段では手に入らないアイテムなどが手に入る。

## プレイ上の注意点
当ゲームはボット(BOT)行為およびリアルマネートレーディング(RMT)行為は禁止されており、違反者はアカウント停止またはgold没収やPK行為と同等のペナルティを課すなどの措置をとっている。以前はこれらの対策が万全とは言いがたく、BOTの使用やRMTを行っているプレイヤーが多数いたが、現在は対策が徹底しておりあまり見られなくなった。
また不正行為に関してはIP単位で調査しており、別の人が同じIPで接続した場合でもペナルティの対象になる場合がある。

## 問題点
基本無料を謳っているが、課金アイテムを使用しないとレベルアップやスキルが取得し辛くなるため実質課金をしないと上級レベルになるにつれ快適プレイが困難である。但し、無課金で続けるプレイヤーも多数存在する。
またこれらの課金アイテムが他のゲームと比べても高値であるほか、韓国では無料オプションとして付与されているものも日本では有料アイテムとなっているものがある。

## 用語集（50音順）
シルクロードオンラインにおける用語集。独自のものの他、他のMMOに通ずるものも説明する。地名・モンスター名は記述しない。
BOT
MOB
委託販売
エリクシール
養殖
錬金術
露店

### 日本語以外の言語へのリンク
- 韓国公式
- 台湾公式
- 中国公式
- ベトナム公式
- 国際公式（日本のホストからは接続不可）